# Дымовское (Николаевская область)
Дымовское (укр. Димівське) — село в Новоодесском районе Николаевской области Украины.
Основано в 1874 году. Население по переписи 2001 года составляло 695 человек. Почтовый индекс — 56622. Телефонный код — 5167. Занимает площадь 0,116 км².

## Местный совет
56622, Николаевская обл., Новоодесский р-н, с. Дымовское, ул. Мира, 4